# دورنثة
دُورَنْثَة هو جنس من كاسيات البذور في الفصيلة اللوزية. تحتوي سبعة عشر نوعًا من الشجيرات والأشجار الصغيرة التي تعود أصولها إلى جنوب إفلُرِدة في المكسيك وأمريكة الجنوبية. تُرزع سياجًا نباتيا ونباتات الزينة.